# S-スクシニルグルタチオンヒドロラーゼ
S-スクシニルグルタチオンヒドロラーゼ(S-succinylglutathione hydrolase、EC 3.1.2.13)は、以下の化学反応を触媒する酵素である。
S-スクシニルグルタチオン + 水{\displaystyle \rightleftharpoons }グルタチオン + コハク酸
従って、基質はS-スクシニルグルタチオンと水の2つ、生成物はグルタチオンとコハク酸の2つである。
この酵素は加水分解酵素に分類され、特にチオエステル結合に作用する。系統名は、S-スクシニルグルタチオンヒドロラーゼ(S-succinylglutathione hydrolase)である。